# Utetheisa brunneophala
Utetheisa brunneophala là một loài bướm đêm thuộc phân họ Arctiinae, họ Erebidae.